# Hernádkércs
Hernádkércs é um município da Hungria, situado no condado de Borsod-Abaúj-Zemplén. Tem 7,41 km² de área e sua população em 2015 foi estimada em 302 habitantes.